# News Today 30 Minutes
『News Today 30 Minutes』（ニューズ・トゥデイ・サーティー・ミニッツ）は、NHKの国際放送・NHKワールドのテレビ系統で放送されていた、日本やアジアの1日のニュースや経済情報を中心とした外国人視聴者向け報道番組。

## 概要
『NHK NEWSWATCH』を刷新して2006年4月に放送を開始。翌年には国内向けにBS 1でも放送を開始した。
その後、NHKワールド全体の見直しで、「NHKワールドTV」は「外国人へ向けての日本・アジア情報発信」、「NHKワールド・プレミアム」は「在外日本人向けの番組提供」という位置付けが明確化されたため、2008年3月いっぱいでNHKワールド・プレミアムでの放送を終了、NHKワールドTVに一本化された。
そして、NHKワールドTVの全面刷新により、2009年1月23日（NHKワールドTV初回放送分）を最後に終了した。現在は『NHK NEWSLINE』に引き継がれている。

## 放送時間
| 系統          | UTC放送時間                                           | JST換算放送時間                                             |
| ------------- | ----------------------------------------------------- | ----------------------------------------------------------- |
| NHKワールドTV | 月曜〜金曜 11:30 - 12:00 同日 16:30 - 17:00（再放送） | 月曜〜金曜 20:30 - 21:00 火曜〜土曜 01:30 - 02:00（再放送） |
| BS 1          |                                                       | 火曜〜土曜 04:15 - 04:45（7時間45分遅れ）                   |

## 出演者
- 福島優子 Yuko Fukushima ─ メインキャスター
- ロン・マディソン Ron Madison ─ 「Biznews」
- 森田博士 Hiro Morita ─ 「SUMO SUMUP」（大相撲コーナー、 大相撲中継期間中と開催前後のみ放送の限定コーナー）
- 花田恵吉 Keikichi Hanada ─ 福島キャスターと隔週交替、2006年度のみ。2008年9月8日～12日は福島キャスターの夏休み休暇に伴うメインキャスター代行。
- 三原ロス Ross Mihara ─　2008年9月8日～12日はロン・マディソンキャスターの夏休み休暇に伴う「Biznews」のキャスター代行。